# Copa CECAFA Sub-20 2024
La Copa CECAFA Sub-20 de 2024 fue la 15.ª edición del campeonato regional sub-20 de la región del África del Este.
Se jugó en Tanzania, del 6 al 20 de octubre de 2024. Uganda ganó el título de la edición anterior en 2022.
Tanzania obtuvo su tercer título tras vencer a Kenia por 2-1. Ambos finalistas se clasificaron para la Copa Africana de Naciones Sub-20 de 2025.

## Participantes
- Burundi
- Yibuti
- Etiopía
- Kenia
- Ruanda
- Sudán
- Sudán del Sur
- Tanzania (anfitrión)
- Uganda

## Sorteo
El sorteo se llevó a cabo el 12 de septiembre de 2024 a las 12:00 EAT (UTC+3) en Dar es Salaam. Los 9 equipos fueron sorteados en dos grupos de cuatro y cinco equipos, con el anfitrión Tanzania en el Grupo A (posición A1), y el campeón defensor Uganda en el Grupo B (posición B1). Los 7 equipos restantes fueron asignados a dos bombos según los resultados de la edición anterior del torneo y fueron sorteados en las posiciones restantes.
| Cabezas de serie                | Bombo 1                 | Bombo 2                                       |
| ------------------------------- | ----------------------- | --------------------------------------------- |
| - Tanzania (anfitrión) - Uganda | - Sudán del Sur - Sudán | - Burundi - Yibuti - Etiopía - Kenia - Ruanda |

## Fase de grupos

### Grupo A
| Equipo   | Pts | PJ | PG | PE | PP | GF | GC | Dif. |
| -------- | --- | -- | -- | -- | -- | -- | -- | ---- |
| Kenia    | 10  | 4  | 3  | 1  | 0  | 10 | 1  | +9   |
| Tanzania | 9   | 4  | 3  | 0  | 1  | 12 | 2  | +10  |
| Sudán    | 6   | 4  | 2  | 0  | 2  | 4  | 6  | -2   |
| Ruanda   | 4   | 4  | 1  | 1  | 2  | 5  | 5  | 0    |
| Yibuti   | 0   | 4  | 0  | 0  | 4  | 2  | 19 | -17  |

| Fecha                 | Lugar        |          |                     | Resultado |                   |        |
| --------------------- | ------------ | -------- | ------------------- | --------- | ----------------- | ------ |
| 6 de octubre de 2024  | Dar es-Salam | Tanzania | Bandera de Tanzania | 1:2       | Bandera de Kenia  | Kenia  |
| 6 de octubre de 2024  | Dar es-Salam | Sudán    | Bandera de Sudán    | 3:1       | Bandera de Yibuti | Yibuti |
| 8 de octubre de 2024  | Dar es-Salam | Tanzania | Bandera de Tanzania | 7:0       | Bandera de Yibuti | Yibuti |
| 8 de octubre de 2024  | Dar es-Salam | Sudán    | Bandera de Sudán    | 1:0       | Bandera de Ruanda | Ruanda |
| 10 de octubre de 2024 | Dar es-Salam | Ruanda   | Bandera de Ruanda   | 0:0       | Bandera de Kenia  | Kenia  |
| 10 de octubre de 2024 | Dar es-Salam | Tanzania | Bandera de Tanzania | 1:0       | Bandera de Sudán  | Sudán  |
| 13 de octubre de 2024 | Dar es-Salam | Yibuti   | Bandera de Yibuti   | 0:4       | Bandera de Kenia  | Kenia  |
| 13 de octubre de 2024 | Dar es-Salam | Tanzania | Bandera de Tanzania | 3:0       | Bandera de Ruanda | Ruanda |
| 15 de octubre de 2024 | Dar es-Salam | Sudán    | Bandera de Sudán    | 0:4       | Bandera de Kenia  | Kenia  |
| 15 de octubre de 2024 | Dar es-Salam | Ruanda   | Bandera de Ruanda   | 5:1       | Bandera de Yibuti | Yibuti |

### Grupo B
| Equipo        | Pts | PJ | PG | PE | PP | GF | GC | Dif. |
| ------------- | --- | -- | -- | -- | -- | -- | -- | ---- |
| Uganda        | 7   | 3  | 2  | 1  | 0  | 9  | 3  | +6   |
| Burundi       | 6   | 3  | 2  | 0  | 1  | 5  | 6  | -1   |
| Sudán del Sur | 4   | 3  | 1  | 1  | 1  | 4  | 4  | 0    |
| Etiopía       | 0   | 3  | 0  | 0  | 3  | 3  | 8  | -5   |

| Fecha                 | Lugar        |               |                          | Resultado |                          |               |
| --------------------- | ------------ | ------------- | ------------------------ | --------- | ------------------------ | ------------- |
| 7 de octubre de 2024  | Dar es-Salam | Sudán del Sur | Bandera de Sudán del Sur | 0:1       | Bandera de Burundi       | Burundi       |
| 7 de octubre de 2024  | Dar es-Salam | Uganda        | Bandera de Uganda        | 3:0       | Bandera de Etiopía       | Etiopía       |
| 9 de octubre de 2024  | Dar es-Salam | Uganda        | Bandera de Uganda        | 4:1       | Bandera de Burundi       | Burundi       |
| 9 de octubre de 2024  | Dar es-Salam | Sudán del Sur | Bandera de Sudán del Sur | 2:1       | Bandera de Etiopía       | Etiopía       |
| 11 de octubre de 2024 | Dar es-Salam | Burundi       | Bandera de Burundi       | 3:2       | Bandera de Etiopía       | Etiopía       |
| 11 de octubre de 2024 | Dar es-Salam | Uganda        | Bandera de Uganda        | 2:2       | Bandera de Sudán del Sur | Sudán del Sur |

## Fase final

### Semifinales
| Fecha                 | Lugar        |        |                   | Resultado  |                     |          |
| --------------------- | ------------ | ------ | ----------------- | ---------- | ------------------- | -------- |
| 18 de octubre de 2024 | Dar es-Salam | Uganda | Bandera de Uganda | 1:2 (pró.) | Bandera de Tanzania | Tanzania |
| 18 de octubre de 2024 | Dar es-Salam | Kenia  | Bandera de Kenia  | 4:0        | Bandera de Burundi  | Burundi  |

### Tercer lugar
| Fecha                 | Lugar        |        |                   | Resultado |                    |         |
| --------------------- | ------------ | ------ | ----------------- | --------- | ------------------ | ------- |
| 20 de octubre de 2024 | Dar es-Salam | Uganda | Bandera de Uganda | 3:1       | Bandera de Burundi | Burundi |

### Final
| Fecha                 | Lugar        |          |                     | Resultado |                  |       |
| --------------------- | ------------ | -------- | ------------------- | --------- | ---------------- | ----- |
| 20 de octubre de 2024 | Dar es-Salam | Tanzania | Bandera de Tanzania | 2:1       | Bandera de Kenia | Kenia |

## Campeón
| Bandera de Tanzania |
| Campeón Tanzania    |
| 3er título          |

## Clasificación general
| Equipo | Equipo        | Pts | PJ | PG | PE | PP | GF | GC | Dif |
| ------ | ------------- | --- | -- | -- | -- | -- | -- | -- | --- |
| 1      | Tanzania      | 15  | 6  | 5  | 0  | 1  | 16 | 4  | +12 |
| 2      | Kenia         | 13  | 6  | 4  | 1  | 1  | 15 | 3  | +12 |
| 3      | Uganda        | 10  | 5  | 3  | 1  | 1  | 13 | 6  | +7  |
| 4      | Burundi       | 6   | 5  | 2  | 0  | 3  | 6  | 13 | -7  |
| 5      | Sudán         | 6   | 4  | 2  | 0  | 2  | 4  | 6  | -2  |
| 6      | Ruanda        | 4   | 4  | 1  | 1  | 2  | 5  | 5  | 0   |
| 7      | Sudán del Sur | 4   | 3  | 1  | 1  | 1  | 4  | 4  | 0   |
| 8      | Etiopía       | 0   | 3  | 0  | 0  | 3  | 3  | 8  | -5  |
| 9      | Yibuti        | 0   | 4  | 0  | 0  | 4  | 2  | 19 | -17 |